# Pim Bekkering
Wilhelmus Gerardus (Pim) Bekkering (Amsterdam, 9 augustus 1931 – Helmond, 25 februari 2014) was een Nederlands voetballer die als doelman speelde voor de profclubs  't Gooi, PSV en EVV Eindhoven.

## Loopbaan

### Beginjaren
Pim Bekkering werd geboren in Amsterdam als zoon van Antonius Franciscus Bekkering en Cornelia Elisabeth Johanna Moes.
Hij begon met voetbal bij RKAVIC in Amstelveen waar hij vanuit de junioren de stap naar het eerste elftal maakte. Hij promoveerde met de club in 1951 van de Vierde naar de Derde klasse. Hij was ook de keeper van het team van LSK (luchtstrijdkrachten) dat geregeld in het land wedstrijden speelde, zoals in september 1952 tegen PSV.
Hij verhuisde in 1953 naar Quick Nijmegen, uitkomend in de Tweede klasse, waar hij in 1955 werd opgepikt door profclub ’t Gooi.

### PSV
Bekkering werd in 1957 aangetrokken door PSV als opvolger van de gestopte doelman Lieuwe Steiger. Vanaf de competitiestart op 25 augustus 1957 verdedigde hij het PSV-doel maar hij zou zijn debuutseizoen niet voltooien. Hij brak op 7 april 1958 thuis tegen BVC Amsterdam zijn sleutelbeen en was voor de rest van het seizoen uitgeschakeld.
Hij was vier jaar de eerste doelman totdat hij in 1961 zijn plaats moest afstaan aan nieuwkomer Gert Bals.

### Reserve Oranje
Bekkering was van 1959 tot 1961 vaak de reservedoelman bij wedstrijden van het Nederlands voetbalelftal achter Piet Kraak en Eddy Pieters Graafland. Zoals op 30 oktober 1960 tegen Tsjecho-Slowakije. Hij hoefde geen enkele keer in te vallen waardoor zijn Oranje-debuut uitbleef. 
Hij kwam in die periode eenmaal uit voor Nederland–B. Hij verving op 18 mei 1960 de geblesseerde Jan Jongbloed in de wedstrijd tegen de B-ploeg van Zwitserland.

### Afscheid
Hij stond tien jaar onder contract bij PSV maar in de laatste zes seizoenen kwam hij niet vaak meer in actie. Hij speelde 121 competitieduels voor PSV waarvan 113 in de eerste vier jaar. Hij vertrok in 1967 naar stadgenoot EVV Eindhoven in de Eerste divisie. In het seizoen 1967/68 keepte hij bijna alle wedstrijden. In zijn tweede jaar kwam hij nog tot twee optredens. Zijn laatste profduel was op 8 december 1968 tegen De Volewijckers. Hij moest na een botsing met een tegenstander voortijdig naar de kant.
Op 36-jarige leeftijd beëindigde hij zijn voetballoopbaan. Naast het voetbal was hij werkzaam op een technische afdeling van Philips.
Midden jaren zeventig nam hij deel aan de populaire Mini-voetbalshow als doelman van Brabant/Limburg en Zuid-Nederland.
Hij overleed op 82-jarige leeftijd in 2014.

## Clubstatistieken
| Seizoen | Club          | Land      | Competitie       | Competitie | Competitie | Beker | Beker | Internationaal | Internationaal | Overig | Overig | Totaal | Totaal |
| Seizoen | Club          | Land      | Competitie       | Wed.       | Dlp.       | Wed.  | Dlp.  | Wed.           | Dlp.           | Wed.   | Dlp.   | Wed.   | Dlp    |
| ------- | ------------- | --------- | ---------------- | ---------- | ---------- | ----- | ----- | -------------- | -------------- | ------ | ------ | ------ | ------ |
| 1955/56 | 't Gooi       | Nederland | Eerste klasse B  | 26         | 0          | –     | –     | 0              | 0              | 0      | 0      | 26     | 0      |
| 1956/57 | 't Gooi       | Nederland | Tweede divisie B | 28         | 0          | 3     | 0     | 0              | 0              | 0      | 0      | 31     | 0      |
| 1957/58 | PSV           | Nederland | Eredivisie       | 26         | 0          | 2     | 0     | 0              | 0              | 0      | 0      | 28     | 0      |
| 1958/59 | PSV           | Nederland | Eredivisie       | 30         | 0          | –     | –     | 0              | 0              | 0      | 0      | 30     | 0      |
| 1959/60 | PSV           | Nederland | Eredivisie       | 25         | 0          | –     | –     | 0              | 0              | 0      | 0      | 25     | 0      |
| 1960/61 | PSV           | Nederland | Eredivisie       | 32         | 0          | 5     | 0     | 0              | 0              | 0      | 0      | 37     | 0      |
| 1961/62 | PSV           | Nederland | Eredivisie       | 0          | 0          | 0     | 0     | 0              | 0              | 0      | 0      | 0      | 0      |
| 1962/63 | PSV           | Nederland | Eredivisie       | 0          | 0          | 0     | 0     | 0              | 0              | 0      | 0      | 0      | 0      |
| 1963/64 | PSV           | Nederland | Eredivisie       | 2          | 0          | 0     | 0     | 0              | 0              | 0      | 0      | 2      | 0      |
| 1964/65 | PSV           | Nederland | Eredivisie       | 2          | 0          | 0     | 0     | 0              | 0              | 0      | 0      | 2      | 0      |
| 1965/66 | PSV           | Nederland | Eredivisie       | 4          | 0          | 1     | 0     | 0              | 0              | 0      | 0      | 5      | 0      |
| 1966/67 | PSV           | Nederland | Eredivisie       | 0          | 0          | 0     | 0     | 0              | 0              | 0      | 0      | 0      | 0      |
| 1967/68 | EVV Eindhoven | Nederland | Eerste divisie   | 28         | 0          | 3     | 0     | 0              | 0              | 0      | 0      | 31     | 0      |
| 1968/69 | EVV Eindhoven | Nederland | Eerste divisie   | 2          | 0          | 0     | 0     | 0              | 0              | 0      | 0      | 2      | 0      |
| Totaal  | Totaal        | Totaal    | Totaal           | 205        | 0          | 14    | 0     | 0              | 0              | 0      | 0      | 219    | 0      |